# 龙兴观道德经幢
龙兴观道德经幢位于中华人民共和国河北省易县城内，是中国境内唯一一座保存较为完整的唐代道德经幢，1996年11月20日入选第四批全国重点文物保护单位。经幢通高约6米，八角柱形。幢顶为八角形屋顶，下接仰莲座。仰莲座下的幢身刻有“太上玄元皇帝道德经大唐开元神武皇帝注”十八个大字、唐玄宗敕文、道德经和玄宗注，传言这些文字出自唐代书家苏灵芝之手。幢身下为仰莲座和须弥座。学者认为这座经幢造型古朴典雅，书法刚劲而不失飘逸，既是校释《道德经》的重要资料，也是唐代书法艺术的珍品。此前，此经幢曾以易县道德经幢为名入选河北省文物保护单位。

## 历史
易县道德经幢建于唐开元二十六年十月。唐朝皇帝尊崇道教，开元二十一年唐玄宗下令要求各州在一所大的道观立石刻道德经，道德经碑刻因此遍及唐朝各地。明正统五年《保定府重修龙兴观耿景顺住持功行碑》载，龙兴观为唐景龙二年刺史王弘所建。根据明正统五年《龙兴观宗支恒产形图》碑，当时经幢位于十师殿以南。
清咸丰三年，江夏三程公捐资三百缗为经幢和龙兴观其他碑刻修筑了碑亭。同治十二年六月，经幢在暴风雨中被吹倒。据载，幢顶摔出三丈多远、入地超过一尺。之后二年的重修中，工人不慎装错了幢身。幢身的经文本应从东面开始，装错之后经文变成了从东北面开始。清末民初，龙兴观毁废。民国十五年军阀混战中碑亭被拆，木材被充为军用，经幢没有遭受损坏。据傅增湘《涞易纪游》，民国二十二年傅增湘偕友游历易州时，龙兴观只余半堵殿墙、古柏老槐和数通石碑。如今，龙兴观的遗存除去道德经幢，只有三通碑。
1956年，易县道德经幢入选第一批河北省文物保护单位。文化大革命中，武斗人员将经幢作为靶子练习射击，经幢表面遭到破坏。1982年河北省重新公布省级文物保护单位时，易县道德经幢再次入选。1986年，易县政府出资重修了碑亭。1996年11月20日，经幢入选第四批全国重点文物保护单位，登录名为龙兴观道德经幢。2001年，文物部门对龙兴观道德经幢进行了保护、加固。原有的六角碑亭因体型低矮、不利观瞻而被拆除，重新修建了更大的四角碑亭。清代装错的幢身也得以纠正。此外，施工中还在幢座下发现了经幢原有的须弥座。

## 形制
龙兴观道德经幢通高6米，为八角柱形，体形高大，与一般佛教经幢不同。经幢分为顶、身、底三部分。幢顶为青石，其余部分均为汉白玉。整幢造型简朴典雅。
幢顶为一块石头雕成，为一八角形屋顶，高38厘米。顶部平齐，学者推测可能其上原本有构件，后来遗失。平顶雕出八条脊，脊间刻有瓦垅，其下刻出檐板、飞檐与檐椽。角梁由一斗三升式斗栱承托。屋顶之下是直径1.10米、高25厘米的仰莲座。有学者认为，仰莲座直接承托屋顶形的幢顶不合常理，两层中间可能原有构件，在同治十二年暴风雨中受损或遗失，后来维修时不得已而拼成如今模样。
幢身高4.29米，八角柱形，直径90厘米。八个面的宽度不等，在40厘米至42厘米之间。幢身由两块石头拼成，上面一块高70厘米，下面一块高3.59米。幢身上部自东面起由上至下刻有楷书大字“太上玄元皇帝道德经大唐开元神武皇帝注”，这十八字占了上部的三面，每面两行，每行三字。其下刻有唐玄宗敕文，共计205字。经幢下部自东面起刻有唐玄宗注道德经全文八十一章。文尾题“易州刺史兼高阳军使赏紫金鱼袋上柱国田仁琬奉敕立，开元二十六年岁次戊寅十月乙丑朔八日壬申奉敕建”。学者认为此幢所刻五千字圆转流畅，刚劲而不失飘逸。幢身没有留下书家姓名，钱大昕在《金石文跋尾》中声称是唐代书法家苏灵芝所书。有学者对比苏灵芝《易州铁像颂碑》、《梦真容敕碑》、《田公德政之碑》，认为其风格一致，经文确为苏灵芝所书。经文后有历代官员、名人的题记，包括清嘉庆六年甲戌六月知易州历城金洙屬大興翁方綱题记、咸丰癸丑易州学正赵煊题记、同治易州直隶州知州赵烈文记、宣统元年知易州事阳湖张寿龄题记等。
幢底为仰莲座。2001年重修之前，座下为一后世所砌方形平台。2001年重修时，工作者们发现了仰莲座下原有的须弥座。新发现的莲纹须弥座高60厘米，最大处直径1.57米，南部大约在明清时期被砸去宽13厘米、长89厘米的部分。